# Empogona somaliensis
Empogona somaliensis là một loài thực vật có hoa trong họ Thiến thảo. Loài này được (Robbr.) Tosh & Robbr. mô tả khoa học đầu tiên năm 2009.